# 韋利比夫諾
50°21′35″N 26°34′0″E / 50.35972°N 26.56667°E

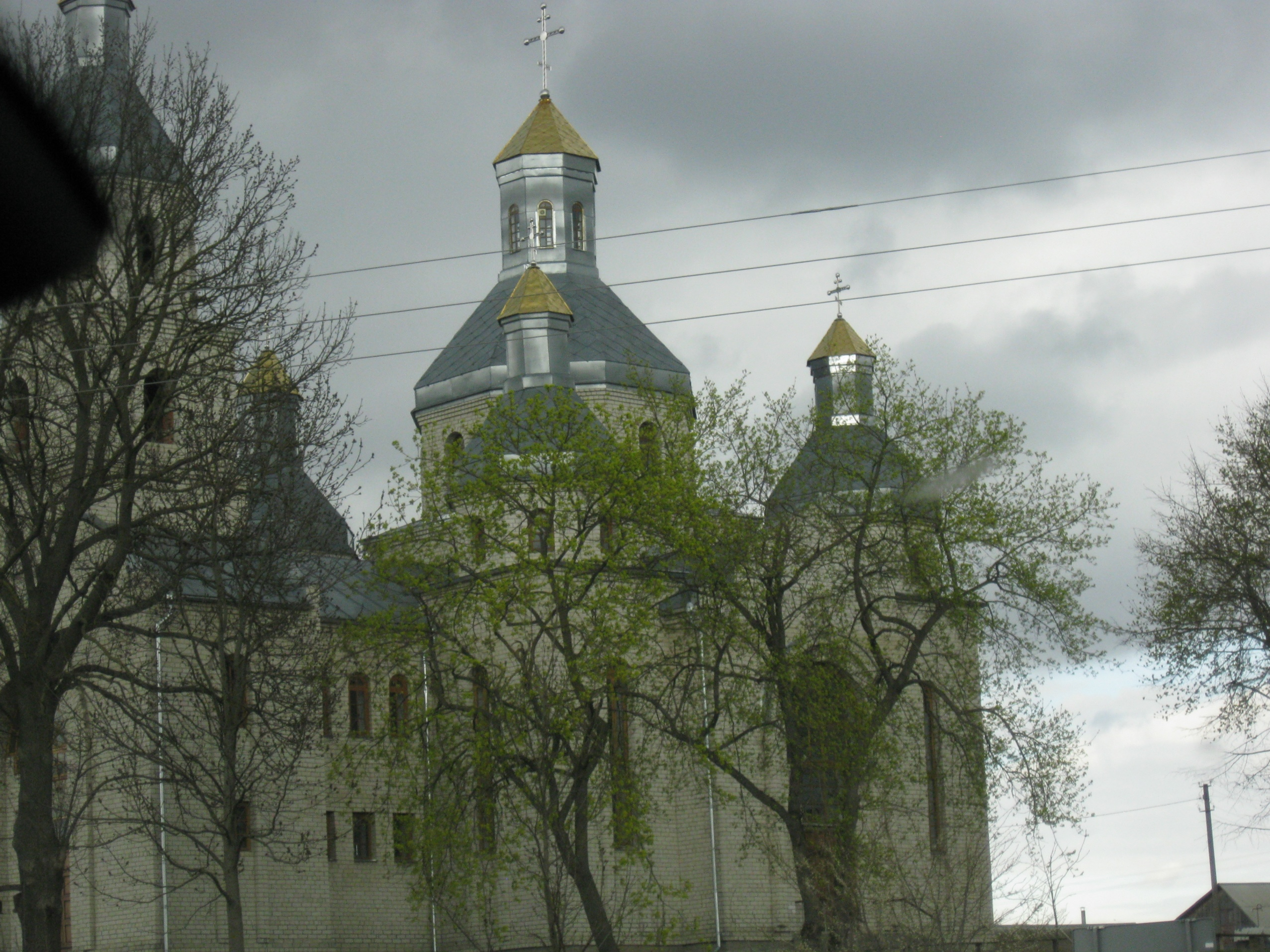

韋利比夫諾（烏克蘭語：Вельбівно），是烏克蘭西北部的村莊，隸屬里夫內州的里夫內區。該村始建於1542年，面積6.3平方公里，海拔高度194米，2001年人口1,771，人口密度每平方公里280人。